# سيل دي فاليرا
سيل دي فاليرا (بالإنجليزية: Síle de Valera)‏ (و. 1954 –  م) هي سياسية من جمهورية أيرلندا.

## التعليم
تعلمت في جامعة كلية دبلن.